# Oak Grove (Alabama, Talladega megye)
Oak Grove város az USA Alabama államában, Talladega megyében. Lakosainak száma 564 fő (2020. április 1.).

## Népesség
A település népességének változása:

| 2010 | 528 |
| 2020 | 564 |